# IC 3245
IC 3245 је ознака објекта на координатама са ректансцензијом 12h 23m 18,0s и деклинацијом + 9° 7" 48'. Открио га је Ројал Харвуд Фрост, 7. маја 1904. Каснијим посматрањима на том положају није уочен никакав астрономски објекат.